# Caiazzo
Caiazzo é uma comuna italiana da região da Campania, província de Caserta, com cerca de 5.969 habitantes. Estende-se por uma área de 36 km², tendo uma densidade populacional de 166 hab/km². Faz fronteira com Alvignano, Castel Campagnano, Castel di Sasso, Castel Morrone, Liberi, Limatola (BN), Piana di Monte Verna, Ruviano.
Pertence à rede das Cidades Cittaslow.

## Demografia
| Variação demográfica do município entre 1861 e 2011                               |
|                                                                                   |
| Fonte: Istituto Nazionale di Statistica (ISTAT) - Elaboração gráfica da Wikipedia |